# Zwan
Zwan — американская супер-группа, которая была сформирована участниками групп The Smashing Pumpkins, Slint, Tortoise, Chavez, и A Perfect Circle. Zwan была собрана в 2001 году Билли Корганом, вокалистом и гитаристом The Smashing Pumpkins, после распада этой группы в декабре 2000 года. Группа выпустила лишь один альбом, названный Mary Star of the Sea. Zwan распалась после своего мирового турне 2003 года.

## Дискография

### Альбомы
- Mary Star of the Sea (2003, Reprise Records, #3 в США, #4 в Канаде, #17 в Германии, #33 в Великобритании).

### Синглы
| Дата          | Название   | Позиция в чартах | Позиция в чартах   | Позиция в чартах        | Позиция в чартах | Позиция в чартах | Позиция в чартах |
| Дата          | Название   | US Modern Rock   | US Mainstream Rock | Canadian Top 40 Singles | Germany          | UK Singles Chart |                  |
| ------------- | ---------- | ---------------- | ------------------ | ----------------------- | ---------------- | ---------------- | ---------------- |
| November 2002 | «Honestly» | 7                | 21                 | 17                      | 86               | 28               |                  |
| June 2, 2003  | «Lyric»    | —                | —                  | —                       | —                | 44               |                  |